# Syracuse (Nowy Jork)
Syracuse – miasto w stanie Nowy Jork w Stanach Zjednoczonych założone w 1820 roku. Nazwa Syracuse pochodzi od miasta Syrakuzy we Włoszech. Obydwa miasta niegdyś miały wielkie kopalnie soli. 7,4 km na północny wschód od miasta znajduje się międzynarodowy port lotniczy Syracuse Hancock. 
Miasto liczy 142 327 mieszkańców, obszar metropolitalny – 732 117 mieszkańców. Powierzchnia miasta wynosi 66,4 km². W Syracuse istnieją liczne społeczności: irlandzka, włoska, niemiecka, angielska i polska. Około 25% to ludność czarnoskóra, a około 3% to Azjaci. Około 10% populacji urodziło się poza USA.
W mieście rozwinął się przemysł maszynowy, elektrotechniczny, elektroniczny, metalowy, chemiczny, samochodowy, porcelanowy oraz spożywczy.

## Historia
W połowie XV wieku Indianie Irokezi utworzyli konfederację pięciu plemion: Onondaga, Mohawk, Cayuga, Seneca i Oneida. Później przyłączyli się jeszcze Indianie Tuscarora. Była to jedna z najbardziej zaawansowanych cywilizacyjnie kultur Indian Ameryki Północnej.
W 1656 roku misjonarze jezuici otworzyli w tym miejscu misję Saint Marie Among the Iroquois na brzegach jeziora Onondaga.
W 1824 roku notuje się pierwsze osadnictwo związane z odkrytą solą. Otwarcie Kanału Erie  w 1825 roku spowodowało gwałtowny napływ ludności i sprawiło, że Syracuse stało się 12. co do wielkości miastem amerykańskim. W tym czasie zaopatrywało w sól 80% stanów.
W 1840 roku w tym miejscu Milton Waldo Hanchett opracował pierwszy na świecie fotel dentystyczny.
W 1841 roku odbyły się tutaj pierwsze targi stanowe, które z czasem rozrosły się do 10-dniowej imprezy (sierpień/wrzesień) i są obecnie najstarsze w USA.
W 1902 roku zbudowano pierwszy na świecie chłodzony powietrzem silnik (zamontowany w samochodzie Franklin).
W 1959 roku w laboratoriach zakładów Bristol w Syracuse po raz pierwszy na świecie rozpoczęto masową produkcję syntetycznej penicyliny.

## Sport
- Syracuse Crunch – klub hokejowy
- Syracuse Orange – koszykówka uniwersytecka

## Urodzeni w Syracuse
- Tom Cruise – amerykański aktor
- Greg Kot – amerykański dziennikarz muzyczny
- Post Malone – amerykański piosenkarz
- Dana Vollmer – amerykańska pływaczka

## Miasta partnerskie
- Fuzhou
- Jiayi
- Tampere